# Tetraethylammoniumbromid
Tetraethylammoniumbromid ist eine chemische Verbindung aus der Gruppe der quartären Ammoniumsalze und Bromide.

## Gewinnung und Darstellung
Tetraethylammoniumbromid kann durch Reaktion einer Mischung aus Ethylbromid und Triethylamin mit Acetonitril gewonnen werden.

## Eigenschaften
Tetraethylammoniumbromid ist ein brennbarer, schwer entzündbarer, hygroskopischer, kristalliner, weißer, geruchloser Feststoff, der sehr leicht löslich in Wasser ist. Er zersetzt sich bei Erhitzung über 285 °C. Die Verbindung weist bei niedrigen Temperaturen eine trigonale Struktur auf. Dabei bilden Paare von Alkylketten all-trans-Sequenzen durch das N-Atom.

## Verwendung
Tetraethylammoniumbromid wird als Phasentransferkatalysator verwendet. Es dient als Quelle von Tetraethylammonium-Ionen in pharmakologischen und physiologischen Studien. Es wird auch in der organisch-chemischen Synthese eingesetzt und spielt eine wichtige Rolle bei der Herstellung von Tetraethylammonium-Superoxid aus Kaliumsuperoxid für die Umwandlung von primären Alkylhalogeniden in Dialkylperoxide. Außerdem wird es als Katalysator bei der Oxidation von organischen Sulfiden zu Sulfoxiden mit 2-Iodoxybenzoesäure eingesetzt.